# William L. Scott
William Lloyd Scott (1 de julho de 1915 – 14 de fevereiro de 1997) foi um político Republicano do Estado da Virgínia, nos Estados Unidos. Ele serviu tanto àCâmara dos Representantesdos Estados Unidos quanto ao Senado dos Estados Unidos, e foi o primeiro Senador Republicano pós-Reconstrução da Virgínia.

## Vida
William L. Scott nasceu em Williamsburg, Virgínia, em 1 de julho de 1915. Ele se formou no colegial, em St. Albans, West Virginia e começou a carreira com o Departamento de Publicação do Governo dos Estados Unidos. Ele recebeu um Bacharel em Direito da Escola Nacional de Direito da Universidade (agora George Washington University Law School) em 1938 e Mestrado em Direito em 1939. William foi admitido para o bar, e foi empregado como um advogado com o Departamento de Justiça dos Estados Unidos, até 1966.
Scott serviu ao Exército dos Estados Unidos durante a Segunda Guerra Mundial, alistando-se como um particular em abril de 1945, e recebeu sua quitação, mais tarde, no mesmo ano, como resultado do fim da guerra. Mais tarde, ele foi ativo na Legião Americana.
Ele envolveu-se na prática privada de direito, em Fairfax, Virgínia, de 1961 a 1966. Em 1963 e de 1965, ele candidatou-se sem sucesso por um assento no Senado do Estado de Virgínia. Em 1965, inicialmente, ele parecia ter vencido, mas uma recontagem mostrou que ele tinha perdido por 21 votos.

## Casa dos Estados Unidos
Scott venceu o Republicano nomeação para Virgínia 8º congresso de distrito , em 1966. Ele esperava rosto, 18-prazo compete e Regras da Casa Comitê de presidente Howard W. Smith, um conservador Democrata, mas Smith perdeu renomeação para um mais liberal Democrata, Estado de Delegado George Rawlings. Com o apoio de conservadores, Democratas e Republicanos, Scott facilmente derrotado Rawlings, em novembro. Ele foi facilmente re-eleito duas vezes, e serviu de 3 de janeiro de 1967 a 3 de janeiro de 1973.[carece de fontes?]